# Triancyra scabra
Triancyra scabra là một loài tò vò trong họ Ichneumonidae.